# Spojené státy americké na zimních olympijských hrách
Spojené státy americké na zimních olympijských hrách startuje od roku 1924. Toto je přehled účastí, medailového zisku a vlajkonošů na dané sportovní události.

## Účast na Zimních olympijských hrách
| Dějiště ZOH                 | ZOH      | Vlajkonoš                                             | Zlatá medaile | Stříbrná medaile | Bronzová medaile | Celkem |
| --------------------------- | -------- | ----------------------------------------------------- | ------------- | ---------------- | ---------------- | ------ |
| 1924 Chamonix               | ZOH 1924 | Clarence Abel                                         | 1             | 2                | 1                | 4      |
| 1928 Svatý Mořic            | ZOH 1928 | Godfrey Dewey                                         | 2             | 2                | 2                | 6      |
| 1932 Lake Placid            | ZOH 1932 | Billy Fiske                                           | 6             | 4                | 2                | 12     |
| 1936 Garmisch-Partenkirchen | ZOH 1936 | Rolf Monsen                                           | 1             |                  | 3                | 4      |
| 1948 Svatý Mořic            | ZOH 1948 | Jack Heaton                                           | 3             | 4                | 2                | 9      |
| 1952 Oslo                   | ZOH 1952 | Jim Bickford                                          | 4             | 6                | 1                | 11     |
| 1956 Cortina d'Ampezzo      | ZOH 1956 | Jim Bickford                                          | 2             | 3                | 2                | 7      |
| 1960 Squaw Valley           | ZOH 1960 | Donald McDermott                                      | 3             | 4                | 3                | 10     |
| 1964 Innsbruck              | ZOH 1964 | William Disney                                        | 1             | 2                | 3                | 6      |
| 1968 Grenoble               | ZOH 1968 | Terry McDermott                                       | 1             | 5                | 1                | 7      |
| 1972 Sapporo                | ZOH 1972 | Dianne Holumová                                       | 3             | 2                | 3                | 8      |
| 1976 Innsbruck              | ZOH 1976 | Cindy Nelson                                          | 3             | 3                | 4                | 10     |
| 1980 Lake Placid            | ZOH 1980 | Scott Hamilton                                        | 6             | 4                | 2                | 12     |
| 1984 Sarajevo               | ZOH 1984 | Frank Masley                                          | 4             | 4                |                  | 8      |
| 1988 Calgary                | ZOH 1988 | Lyle Nelson                                           | 2             | 1                | 3                | 6      |
| 1992 Albertville            | ZOH 1992 | Bill Koch                                             | 5             | 4                | 2                | 11     |
| 1994 Lillehammer            | ZOH 1994 | Cammy Myler                                           | 6             | 5                | 2                | 13     |
| 1998 Nagano                 | ZOH 1998 | Eric Flaim                                            | 6             | 3                | 4                | 13     |
| 2002 Salt Lake City         | ZOH 2002 | Amy Peterson                                          | 10            | 13               | 11               | 34     |
| 2006 Turín                  | ZOH 2006 | Chris Wittyová                                        | 9             | 9                | 7                | 25     |
| 2010 Vancouver              | ZOH 2010 | Mark Grimmette                                        | 9             | 15               | 13               | 37     |
| 2014 Soči                   | ZOH 2014 | Todd Lodwick                                          | 9             | 7                | 12               | 25     |
| 2018 Pchjongčchang          | ZOH 2018 | Erin Hamlin (zahájení) Jessica Digginsová (zakončení) | 9             | 8                | 6                | 23     |
| 2022 Peking                 | ZOH 2022 | John Shuster Brittany Boweová                         | 8             | 10               | 7                | 25     |
| 2026 Milán                  | ZOH 2026 |                                                       |               |                  |                  |        |
| Celkem                      | 24       |                                                       | 113           | 120              | 98               | 331    |
| Zdroj na Olympedia.org      |          |                                                       |               |                  |                  |        |